# Chiesa cattolica in Namibia
La Chiesa cattolica in Namibia è parte della Chiesa cattolica universale in comunione con il vescovo di Roma, il papa.

## Storia
L'evangelizzazione del Namibia inizia nel 1880, quando i padri della congregazione dello Spirito Santo fondano la missione di Omaruru, distrutta poi dai protestanti. Nel 1892 viene fondata la prefettura apostolica della Cimbebasia inferiore, e nel 1909 quella del Grande Namaqualand, che diventeranno le due diocesi di cui si compone oggi la chiesa cattolica namibiana. Il 14 marzo 1994, con la bolla Vigili quidem, la Santa Sede istituisce la provincia ecclesiastica con Windhoek come sede metropolitana.

## Organizzazione ecclesiastica
La chiesa cattolica è presente sul territorio con 1 sede sede metropolitana, 1 diocesi suffraganea ed 1 vicariato apostolico:
- l'arcidiocesi di Windhoek, di cui è suffraganea la diocesi di Keetmanshoop;
- il vicariato apostolico di Rundu, aggregato alla provincia ecclesiastica di Windhoek.

## Statistiche
La chiesa cattolica in Namibia al termine dell'anno 2004 su una popolazione di 2.236.651 abitanti contava 376.474 battezzati, corrispondenti al 16,8% del totale.
| anno | popolazione | popolazione | popolazione | presbiteri | presbiteri | presbiteri | presbiteri                | diaconi | religiosi | religiosi | parrocchie |
| anno | battezzati  | totale      | %           | numero     | secolari   | regolari   | battezzati per presbitero | diaconi | uomini    | donne     | parrocchie |
| ---- | ----------- | ----------- | ----------- | ---------- | ---------- | ---------- | ------------------------- | ------- | --------- | --------- | ---------- |
| 2004 | 376.474     | 2.236.651   | 16,8        | 82         | 19         | 63         | 4.591                     | 45      | 97        | 399       | 91         |

Alla fine del 2004 la chiesa cattolica in Namibia gestiva inoltre 91 istituti scolastici e 33 istituti di beneficenza.

## Nunziatura apostolica

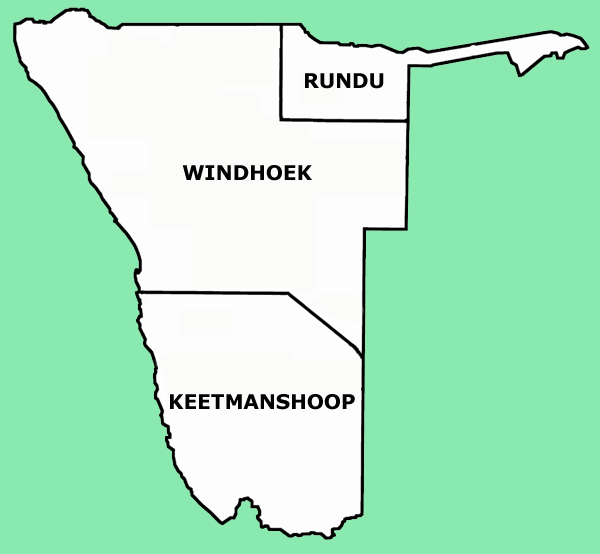
Diocesi della Namibia

Santa Sede e Namibia hanno stabilito normali relazioni diplomatiche il 18 marzo 1996. Sede del nunzio apostolico è la città di Pretoria, nella Repubblica Sudafricana.

### Nunzi apostolici
- Ambrose Battista De Paoli, arcivescovo titolare di Lares (18 marzo 1996 - 11 novembre 1997 nominato nunzio apostolico in Giappone)
- Manuel Monteiro de Castro, arcivescovo titolare di Benevento (2 febbraio 1998 - 1º marzo 2000 nominato nunzio apostolico in Spagna e Andorra)
- Blasco Francisco Collaço, arcivescovo titolare di Ottava (24 maggio 2000 - 17 agosto 2006 ritirato)
- James Patrick Green, arcivescovo titolare di Altino (17 agosto 2006 -  15 ottobre 2011 nominato nunzio apostolico in Perù)
- Mario Roberto Cassari, arcivescovo titolare di Tronto (10 marzo 2012 - 22 maggio 2015 nominato nunzio apostolico a Malta)
- Peter Bryan Wells, arcivescovo titolare di Marcianopoli (13 febbraio 2016 - 8 febbraio 2023 nominato nunzio apostolico in Thailandia e Cambogia e delegato apostolico in Laos)
- Henryk Mieczysław Jagodziński, arcivescovo titolare di Limosano, dal 19 luglio 2024

## Conferenza episcopale
L'episcopato namibiano compone la Conferenza dei vescovi cattolici della Namibia (Namibian Catholic Bishop's Conference, NCBC) istituita nel 1996.
La NCBC è membro della Inter-Regional Meeting of Bishops of Southern Africa (IMBISA) e del Symposium of Episcopal Conferences of Africa and Madagascar (SECAM).
Elenco dei presidenti della Conferenza episcopale:
- Bonifatius Haushiku, arcivescovo di Windhoek (1996 - 2002)
- Liborius Ndumbukuti Nashenda, arcivescovo di Windhoek, da settembre 2007

Elenco dei segretari generali della Conferenza episcopale:
- Presbitero Thomas Manninezhath, C.M.I.